# Sobolevskita
|  | No s'ha de confondre amb sobolevita. |

La sobolevskita és un mineral de la classe dels sulfurs, que pertany al grup de la niquelina. Rep el nom en honor de Petr Grigorevich Sobolevski (Петра Григорьевича Соболевского) (Sant Petersburg, Imperi Rus, 1781 - Sant Petersburg, Imperi Rus, 24 d'octubre de 1841), enginyer i metal·lúrgic. Estudiant dels dipòsits de platí dels Urals russos i un dels fundadors de la metal·lúrgia de la pols.

## Característiques
La sobolevskita és un sulfur de fórmula química Pd(Bi,Te). Va ser aprovada com a espècie vàlida per l'Associació Mineralògica Internacional l'any 1973. Cristal·litza en el sistema hexagonal. La seva duresa a l'escala de Mohs és 4.
Segons la classificació de Nickel-Strunz, la sobolevskita pertany a «02.C - Sulfurs metàl·lics, M:S = 1:1 (i similars), amb Ni, Fe, Co, PGE, etc.» juntament amb els següents minerals: achavalita, breithauptita, freboldita, kotulskita, langisita, niquelina, sederholmita, stumpflita, sudburyita, jaipurita, zlatogorita, pirrotina, smythita, troilita, cherepanovita, modderita, rutenarsenita, westerveldita, mil·lerita, mäkinenita, mackinawita, hexatestibiopanickelita, vavřínita, braggita, cooperita i vysotskita.

## Formació i jaciments
Va ser descoberta a la mina Oktyabrsky, situada al dipòsit de coure i níquel de Talnakh, a la localitat de Norilsk (Krai de Krasnoiarsk, Rússia). Tot i tractar-se d'una espècie no gaire habitual ha estat descrita en tots els continents del planeta a excepció de l'Antàrtida.